# Александр Юрьевич Олелькович-Слуцкий
Александр Юрьевич Олелькович-Слуцкий (ум. 26 июня 1591) — государственный деятель Великого княжества Литовского, удельный князь Слуцкий (1578—1591). Потомок великого князя литовского Гедимина в IX колене и родственник польской королевской династии Ягеллонов.

## Биография
Представитель литовского княжеского рода Олельковичей герба «Погоня». Второй сын князя Юрия Юрьевича Олельковича (ок. 1531—1578) и Катериной Тенчинской (ок. 1544—1592). Братья — князья Юрий (1559—1586) и Семён (ум. 1592).
Александр вместе с братьями Юрием и Семёном учился в западноевропейских университетах. Посещал Ингольштадт, где перешёл в католицизм, а также Страсбург, Базель и Италию.
В 1582 году при разделе с двумя братьями отцовского княжества Александр Юрьевич Олелькович получил треть Слуцкого княжества, а именно предместье Остров вне городского укрепления и часть близлежащих населённых пунктов (Петриковскую волость в Мозырском повете, Волколату в Ошмянском повете и Семёновичи в Минском повете).
В июне 1591 года князь Александр Юрьевич Олелькович скончался в Кракове, его похоронили в Слуцке. Он не был женат и не оставил после себя потомства. После смерти Александра его удел унаследовала племянница София Юрьевна Слуцкая (1585—1612).